# Alfie, der kleine Werwolf
Alfie, der kleine Werwolf (OT: Dolfje Weerwolfje) ist ein niederländischer Kinderfilm von Regisseur Joram Lürsen aus dem Jahr 2011. Vorlage war die gleichnamige Kinderbuchserie von Paul van Loon.

## Handlung
Eines Abends wird der kleine Alfie vor der Tür der Familie Vriends abgelegt. Die Familie nimmt ihn auf und akzeptiert ihn, wie ihren eigenen Sohn. Mit Timmie hat Alfie auch einen Bruder, auf den er sich verlassen kann.
Sechs Jahre später geht Alfie in die erste Klasse. In seiner Grundschule läuft es nicht besonders gut. Die Jungs aus Timmies Klasse hänseln ihn und er ist unglücklich verliebt in Noura, die ihn jedoch für einen Versager hält. An seinem siebten Geburtstag geschieht jedoch etwas ungewöhnliches: Alfie verwandelt sich in einen Werwolf. Eines der Hühner der Nachbarin muss in der ersten Nacht dran glauben. Dabei wird er von der Nachbarin entdeckt, kann jedoch entkommen.
Timmie und Alfie beginnen nun zu recherchieren. Vor ihren Eltern wollen sie es geheim halten. Außerdem taucht ein mysteriöser Mann auf, der Alfie helfen will. In der Schule wird eine Aufführung von Peter und der Wolf geplant, für die Alfie das Kostüm des Wolfs entwerfen soll. Ausgerechnet der Schläger der Schule soll den Wolf mimen.
Bis zum nächsten Vollmond hat die Nachbarin eine Überwachungskamera an den Hühnerstall angebracht. Zudem fällt es Alfie immer schwerer, seine neu gewonnenen Kräfte zu verbergen. So beißt er den Schulschläger, als dieser Timmie verprügeln will. Dafür erhält er eine Strafe von seinen Eltern. Er macht sich nun auf die Suche nach seiner richtigen Familie. Beim nächsten Vollmond steht die Aufführung an. Kurz vorher lernt Alfie seinen Großvater kennen, der ebenfalls ein Werwolf ist. Dieser eröffnet ihm, das seine Eltern keine Werwölfe sind, da der Fluch immer eine Generation überspränge. Sie haben ihn weggegeben, weil sie mit der Situation überfordert waren.
Ausgerechnet bei der Aufführung verwandelt er sich, kurz nachdem er und Noura zusammengekommen sind. Er flieht und versucht erneut ein Hühnchen zu reißen. Dabei wird er jedoch von der Nachbarin gestellt und in einen Käfig von Silber gesperrt. Opa Werwolf eilt zur Hilfe, doch auch er ist gegen das Silber hilflos. Schließlich gelingt es Timmie, seinen Bruder zu befreien. Anschließend akzeptieren die Vriends Alfie in seiner Werwolfform und arrangieren sich mit der Situation.

## Hintergrund
Der Film basiert auf der populären Kinderbuchserie Dolfje Werwolfje von Paul van Loon. In Deutschland lief er ab dem 17. Oktober 2013 im Kino. Es folgte eine DVD-Veröffentlichung am 27. Juni 2014 sowie eine Ausstrahlung im Free-TV auf KiKA am 28. Dezember 2014.

## Rezeption
Die Seite Kinderfilmwelt bewertet den Film positiv: „Trotz aller spannenden und gruseligen Momente hat dieser Film wenig mit den Vampir- oder Werwolffilmen für ältere Zuschauer gemeinsam. Anstelle eines blutrünstigen Ungeheuers zeigt uns der Regisseur Joram Lürsen einen niedlichen Werwolf (…). Komische und witzige Szenen – davon hat dieser Film viele. Außerdem einen sympathischen Hauptdarsteller. Es macht großen Spaß, Alfie dabei zuzuschauen, wie er es seinem gemeinen Mitschüler mal so richtig zeigt.“
Auch das Lexikon des internationalen Films lobte den Film: „Der liebenswerte Kinderfilm unterhält als märchenhafter, bunter Gruselspaß, wobei er sich des Werwolf-Motivs bedient, um hintergründig kindliche Gefühle von Einsamkeit, Andersartigkeit und Unsicherheit nachzuzeichnen.“
Dagegen bewertete die Filmzeitschrift Cinema den Film nur mittelmäßig: „Die Botschaft dieses holländischen Kinderfilms ist sympathischer als seine befremdliche Machart.Nicht nur Alfies Maske, die eher an ein Schaf erinnert, auch die dilettantischen Trickeffekte sorgen für unfreiwillige Komik.“

## Auszeichnungen
Der Film wurde auf dem Internationalen Filmfestival Schlingel mit dem Europäischen Kinderfilmpreis ausgezeichnet. Auf dem Seoul International Youth Film Festival erhielt er den Hauptpreis und bei GIFFONI Film Festival den 2. Preis in der Kategorie Kinderfilm 6+.